# 瀬名一花
瀬名 一花（せな　いちか、1991年5月30日 - ）は、日本のAV女優。
マークスジャパン所属。

## 略歴
東京都出身。2011年9月9日、マックス・エーより『New Comer 超名門音楽家系なお嬢様の絶品セックス 瀬名一花』でAVデビューした。2012年6月22日、「性処理教育実習生」が最後の作品となった。2017年2月25日、「この奥さんの詳細わかりますか？ 渋谷区在住、長身×Fカップの自撮り温泉ブロガー社長夫人と世田谷区在住、歌のお姉さん級に可愛い本性スキモノ色白主婦がまさかの発情！なぜ‘他人生チンにハンマー以上のマ○コ鬼打ち付け’するハメになったのか？その一部始終。」で5年ぶりにAV復帰。

## 人物
音楽一家であることを明らかにしている。そのため、特技は音楽関係のものとなっている。特技は、ピアノ・ドラム・木琴・ヴァイオリン、趣味は、コスプレ、サバイバルゲーム。 

## 出演作品
2011年
- New Comer 超名門音楽家系なお嬢様の絶品セックス（9月9日、マックス・エー）[1]
- 超敏感ハレンチお嬢様 30回もイッちゃいました（10月14日、マックス・エー）[1]
- MAX GIRLS 42 MAX-A女優勢揃い! 集中ケア11連発!240分!!（10月14日、マックス・エー）[1]
- Splash!終わらない潮吹き（11月11日、マックス・エー）[1]
- 部活少女（12月9日、マックス・エー）[1]

2012年
- 淫語エロ萌え!デカくて硬いチ○ポ欲しいの!（1月27日、マックス・エー）[1]
- 瀬名一花と共演しよう!素人AV男優大募集!＆温泉乱交!!（2月24日、マックス・エー）[1]
- 我慢できない妹・一花は発情期（3月23日、マックス・エー）[1]
- ザーメン浴びるの大好き!連続ぶっかけ15連発!（4月27日、マックス・エー）[1]
- 全裸突撃!瀬名一花がお宅訪問します!（5月25日、マックス・エー）[1]
- 性処理教育実習生（6月22日、マックス・エー）[1]

## インターネット放送
- トイズハートプレゼンツBUBKA「きのう誰食べた」[3]（2011年12月12日ゲスト出演、ニコニコ生放送）